# Верейцы (Протасевичский сельсовет)
Вере́йцы́ (бел. Верайцы́, бел. Вярэ́йцы) — деревня и железнодорожная станция в составе Протасевичского сельсовета Осиповичского района Могилёвской области Белоруссии.

## Этимология
В основе названия лежит устаревший термин «верея» со значением «столб», «ворота», «косяк двери». Возможно, название является перенесённым, обозначающим тех, кто приехал из Вереи.

## Географическое положение
Деревня расположена в 14 км на северо-запад от Осиповичей и в 147 км от Могилёва.
Регулярную, квартальную планировку составляют три улицы (Вокзальная, Шутова, Абросимова), объединённые поперечной улицей и трассированные параллельно железной дороге. Центром является одноэтажное здание железнодорожного вокзала. Противолежащую, находящуюся за железной дорогой часть деревни разграничивает в центре сквер. Застройка данной части является усадебной, здания расположены вдоль железной дороги.

## История
Во время строительства железной дороги Минск — Осиповичи в Верейцах, основанных во второй половине XIX века и представлявших собой небольшое поселение, была основана ж/д станция. В 1907 году в деревне уже упоминались 54 жителя и 8 дворов, в поселении при станции — 52 жителя и 11 дворов. В 1917 году в самой деревни числилось уже 66 жителей и 13 дворов, а в посёлке при станции — 235 жителей и 29 дворов. С февраля по ноябрь 1918 года Верейцы были оккупированы германскими войсками, с августа 1919 по июль 1920 года — польскими. В колхоз местные жители вступили в 1930-е годы.
С 20 августа 1924 года по 1939 год деревня являлась центром Верейцевского сельсовета Бобруйского округа (последний просуществовала до 26 июля 1930 года). С 20 февраля 1938 года данный сельсовет относился уже к Могилёвской области.
Во время Великой Отечественной войны Верейцы были оккупированы немецко-фашистскими войсками с конца июня 1941 года по 29 июня 1944 года. На фронте погибли 7 жителей. Также рядом с ж/д станцией Верейцы находится братская могила с погибшими в боях в 1941—1944 годах и захороненными здесь 72 советскими воинами и 1 партизаном. Среди них — воины 18-го стрелкового корпуса 65-й армии, погибшие в конце июня 1944 года, и Герой Советского Союза, гвардии ефрейтор Михаил Романович Абросимов. На данной могиле в 1975 году были установлены стела и обелиск.
В 1920 году в Верейцах была открыта школа, в которой уже к 1926 году обучалось 78 учеников. Кроме базовой школы и библиотеки, на данный момент в деревне имеются в наличии детский сад, столовая, 2 магазина, ФАП, отделение связи.

## Население
- 1907 год — 54 человека, 8 дворов (деревня); 52 человека, 11 дворов (станция)[1]
- 1917 год — 66 человек, 13 дворов (деревня), 235 человек, 29 дворов (станция)[4]
- 1941 год — 185 человек, 40 дворов[1]
- 1959 год — 586 человек[4]
- 1970 год — 624 человека[4]
- 1986 год — 344 человека, 147 хозяйств[4]
- 2002 год — 297 человек, 137 хозяйств[4]
- 2007 год — 247 человек, 177 хозяйств[1]

## Комментарии
1. ↑  Название и ударение даны по: Назвы населеных пунктаў Рэспублікі Беларусь: Магілёўская вобласць: нарматыўны даведнік / І. А. Гапоненка і інш.; пад рэд. В. П. Лемцюговай. — Минск: Тэхналогія, 2007. — С. 66. — 406 с. — ISBN 978-985-458-159-0.; Гарады і вёскі Беларусі / Рэдкал. Г. П. Пашкоў і інш. — Мінск: Беларус. Энцыкл. імя П. Броўкі, 2008. — Т. 5, кн. 1. Магілёўская вобласць. — С. 92. — 728 с. — ISBN 978-985-11-0409-9..